# 阿爾泰跳棋
阿爾泰跳棋（俄語：шатра），是流行於阿爾泰共和國的兩人跳王棋類遊戲。

## 棋具
- 棋盤為7*6方格，然後於兩底邊中間延伸一格再外接3*3方格。

- 以兩色棋子區分敵我。每方各十八枚，棋子分為五種。
  - 王各一枚。
  - 各一枚。
  - 車各一枚。
  - 象各一枚。
  - 兵各十一枚。

## 規則
- 每回合玩家可能有二種行動，以跳吃為優先：
  - 跳吃：若條件符合，必須連跳吃。跳過敵棋完後，才把該些敵棋移出棋盤。有多條路徑可跳吃時，可任意選擇一條。在連跳过程中，可多次跳跃同一空格，但不可第二次跳跃同一枚敵棋。
    - 王循正、斜向跳過一枚鄰格的敵棋，落到後者的第一個空格。
    - 循正、斜向跳過一枚中間無其他棋子的敵棋，落在後者的空格之一。
    - 車循正方跳過一枚在同直線、中間無其他棋子的敵棋，落在後者的空格之一。
    - 象循斜向跳過一枚在同斜線、中間無其他棋子的敵棋，落在後者的空格之一。
    - 兵跳過一枚斜前、正鄰格的敵棋，落到後者的第一個空格。

  - 無法跳吃時，移動一枚己棋到空格。若移動多格，則中途不得有子抵擋。
    - 在己方3*3方格的每枚己棋，皆可飛到7*6方格除中間縱列外、近己方3橫行的任意處。
    - 在敵方3*3方格的每枚己棋，皆可飛到7*6方格除中間縱列外、近敵方3橫行的任意處。
    - 王循正、斜向移動一格。
    - 循正、斜向移動任意格。
    - 車循正向移動任意格。
    - 象循斜向移動任意格。
    - 兵循正前向移動一格，越過7*6棋盤中線方能沿前斜方移動
      - 每枚兵第一著可循正前向移動二格。

  - 升變：兵跳吃或移動若抵達對方3*3方格底行，則升級除兵以外、被吃掉的棋子之一。若無被吃的棋子，則不得移至底行。
- 以消滅敵方所有王獲勝[1]。

## 外部連結
- 遊戲介紹 （页面存档备份，存于）
- 遊戲下載 （页面存档备份，存于）
- 遊戲下載 （页面存档备份，存于）